# نقص المستلزمات الطبية خلال جائحة فيروس كورونا
نقص المعدات الطبية والسلع الأخرى المرتبط بوباء كوفيد-19 سرعان ما أصبح قضية عظيمة في الوباء. قد تم دراسة قضية النقص المتعلق بالوباء في الماضي وقد تم توثيقه حصريا. على الجانب الطبي، إن النقص في معدات الحماية الشخصية مثل الكمامات الواقية، القفازات، أقنعة الوجه، الملابس الواقية، منتجات التعقيم، هم مرتبطين باحتمالية النقص في معدات أكثر أهمية مثل أسرة المشفى، أسرة مراكز العناية المشددة (ICU)، معدات وعلاجات الأكسجين، أجهزة التنفس الصناعي وأجهزة (ECMO). قد يتم استنزاف الموارد البشرية وخصوصا الطاقم الطبي بسبب الامتداد القاهر للجائحة وأيضًا بارتباطه بضغط العمل، بالتعاون مع الخسائر المتعلقة بالعدوى، العزل، المرض أو الوفيات لعاملين الرعاية الصحية. تختلف المناطق في تجهيزاتها لمواجهة الوباء. تم اتخاذ تدابير طارئة مختلفة لزيادة مستويات المعدات مثل عمليات الشراء، في حين حدثت أيضًا دعوات للتبرعات وصانعي3D المحليين من الموظفين المتطوعين، الكمبيالات الإلزامية، أو الاستيلاء على المخازن وخطوط المصانع كان قد حصل. تم الإبلاغ أن حروب المزايدة بين مختلف البلدان قد أصبحت مشكلة كبيرة، مع تزايد الأسعار، طلبات قامت بصادرتها الحكومة المحلية، أو تم إلغاؤها من قبل شركة البيع ليتم إعادة توجيهها إلى مقدم عرض أعلى. في بعض الحالات، كان قد أمروا الكوادر الطبية بعدم البوح بذاك النقص في الموارد. في حين أن المدافعين عن الصحة العامة والمسؤولين شجعوا على تسوية المنحنى عن طريق التباعد الاجتماعي، فإن احتياجات وحدة العناية المركزة الكاملة ستكون حوالي 50 ضعف سعة أسرة وحدة العناية المركزة وأجهزة التنفس الاصطناعي المتاحة لمعظم البلدان المتقدمة.  أيضا، هناك حاجة ملحة ونداءات لزيادة سعة وقدرة الرعاية الصحية على الرغم من النقص.

## الخلفية

### الاستعداد طويل الأجل والبنية
بعد التحذيرات وزيادة الاستعداد في العقد الأول من القرن الحادي والعشرين، نجم عن جائحة إنفلونزا الخنازير عام 2009 ردود أفعال سريعة لمكافحة الوباء بين الدول الغربية. نجم عن فيروس H1N1 / 09 الوبائي، الذي كانت أعراضه خفيفة ومعدل الإماتة منخفضًا، في نهاية المطاف ردّ فعل عنيف تجاه ردود القطاع العام المبالغة والإنفاق وارتفاع التكلفة/الربح من لقاح وباء الإنفلونزا لعام 2009. لم تُجدَّد المخزونات الاحتياطية الاستراتيجية الوطنية للمعدات الطبية في السنوات اللاحقة بانتظام. انتُقد طلب شراء أقنعة في فرنسا بقيمة 382 مليون يورو للوقاية من فيروس H1N1 على نطاق واسع. قررت السلطات الصحية الفرنسية عام 2011 عدم ملء مخزونها، وتقليص الاستحواذات وتكاليف التخزين، والاعتماد بشكلٍ أكبر على الإمدادات من الصين واتباع سياسة الإنتاج في الوقت المحدد، وتوزيع المسؤولية اختياريًا على الشركات الخاصة. انخفض المخزون الاحتياطي الاستراتيجي الفرنسي في هذه الفترة من مليار قناع جراحي و600 مليون قناع FFP2 من 150 مليون عام 2010 إلى صفر أوائل عام 2020. اتُّبع نفس النهج في الولايات المتحدة. لم يُجدَّد المخزون الوطني الاستراتيجي من الأقنعة المستخدمة في الولايات المتحدة خلال جائحة إنفلونزا الخنازير عام 2009، لا من قِبَل رئاسة باراك أوباما أو رئاسة دونالد ترامب.
وفقًا لتقرير نشرته صحيفة نيويورك تايمز، أمضى العملاء الروس عشرات السنوات في فضح زيف مخاوف الصحة العامة لزيادة عدم الثقة بالحكومة الفيدرالية للولايات المتحدة ومسؤوليها داخل وخارج البلاد، ولكن أيضًا لإلحاق الضرر بالعِلم الأمريكي؛ قوام الازدهار الوطني للولايات المتحدة. ارتبطت هذه المحاولات بانخفاض دعم برامج الصحة العامة وانتشار الذعر من اللقاحات والأمراض وضعف الاستعداد العالمي للوباء قبل جائحة 2020.
حثت العديد من المبادرات العامة (منظمة الصحة العالمية، والبنك الدولي، ومجلس رصد الاستعداد العالمي) والخاصة برفع مستوى الوعي بشأن التهديدات الوبائية والاحتياجات لأفضل استعداد. تحدّ الانقسامات الدولية ونقص التعاون المتوافق من الاستعداد. بلغت ميزانية مشروع منظمة الصحة العالمية للتأهب لمواجهة جائحة الإنفلونزا 39 مليون دولار أمريكي لمدة عامين، من أصل ميزانية منظمة الصحة العالمية لعامي 2020-2021 البالغة 4.8 مليار دولار أمريكي. على الرغم من تقديم منظمة الصحة العالمية للتوصيات، لا توجد آلية مستدامة لمراجعة استعداد الدول للأوبئة وقدرتها على الاستجابة السريعة. في حين أن هناك دلائل إرشادية، إلا أن الإجراءات المحلية تعتمد على الحوكمة المحلية، وفقًا للخبير في الاقتصاد الدولي رونالد راجا. جادل آندي زييه، الذي كتب في جريدة جنوب الصين الصباحية، بأن النخب الحاكمة المهووسة بالمقاييس الاقتصادية فشلت في إعداد مجتمعاتها ضد مخاطر الوباء المعروفة جيدًا.
بتفضيلها الشركات الضخمة ذات الممارسات المناهضة للمنافسة وذات معدلات الاستثمار المنخفضة في التطوير والابتكار، فضلت النظم الضريبية في أوائل القرن الحادي والعشرين الشركات وأرباح الشركات، ما زاد خطر العجز وأضعف قدرة المجتمع على الاستجابة للجائحة.
أظهرت الفاشيات المبكرة في كل من مقاطعة هوبي الصينية وإيطاليا وإسبانيا، تقهقر أنظمة الرعاية الصحية في العديد من الدول الغنية. أما في البلدان النامية ذات البنية التحتية الطبية الضعيفة، والنقص في العلاج بالأكسجين، ومعدات أسرة العناية المركزة والاحتياجات الطبية الأخرى، كان من المتوقع حدوث عجز في وقت مبكر.

### الاستجابة المباشرة
كانت العلامات الأولى والتحذيرات بسبب التهاب رئوي غير طبيعي مجهول السبب في ديسمبر 2019. أرسلت تايوان في ذلك الشهر العديد من أطباء مراكز مكافحة الأمراض الخاصة بها إلى ووهان لمعاينة الوضع المحلي. بعد التأكد من بوادر حدوث أزمة، وبحلول 31 ديسمبر 2019، بدأت تايوان في تنفيذ التدابير غير الدوائية مثل التحقق من درجة حرارة المسافرين، وتتبع نظام تحديد المواقع، وربط معلومات الذين قدموا منذ 15 يومًا الماضية في قاعدة بيانات الرعاية الصحية الوطنية الشاملة، وإيقاف الرحلات من وإلى ووهان وتخزين معدات الحماية الشخصية مثل الأقنعة الطبية. على الرغم من إطلاعها الجيد والثناء عليها باحتوائها الفيروس، إلا أن تايوان لم تستطع تغيير رأي منظمة الصحة العالمية بسبب سياسة الصين طويلة الأمد لمنع تايوان من الانضمام إلى المنظمات الصحية العالمية. استبقت ألمانيا الأحداث أيضًا، وهي مثال آخر يحتذى به خلال الأزمة، منذ يناير 2020. من ناحية أخرى، ظلت استجابة الحكومة الفيدرالية للولايات المتحدة غير فعالة لمدة شهرين، دون تغييرات للمبادرة في زيادة مخزونها الوطني الاستراتيجي من الإمدادات الطبية.
أفاد مجلس رصد الاستعداد العالمي عام 2019، أن صندوق الطوارئ المخصص للوباء التابع لمنظمة الصحة العالمية ما يزال مستنفذًا بسبب تفشي الإيبولا في كيفو بين عامي 2018-1919. تؤثر الشعبوية والقومية والحمائية على الوضع الجيوسياسي، وعلى نحوٍ وجيه وضع الاقتصادين الرئيسيين في ظل سياسات المواجهة، تاركين فراغًا في القيادة على الساحة الدولية.
نشرت حسابات ووسائل إعلام مرتبطة بالخدمات السرية الروسية في أوائل عام 2020 معلومات مضللة حول جائحة 2020 بوتيرة متسارعة لإضعاف الثقة في الحكومة الأمريكية.
مع انتشار تفشي ووهان في يناير 2020، شرعت الصين بحظر تصدير أقنعة N95 وأغطية الأحذية وقفازات وغيرها من الإمدادات التي تنتجها المصانع على أراضيها؛ بحثت المنظمات المقربة من الحكومة الصينية في الأسواق الخارجية عن معدات الوقاية الشخصية في أواخر فبراير، ما أدى إلى انهيار العرض غير المتوقع لمعظم البلدان الأخرى المعتمدة عليه.

## الاختبارات
شكّل العجز في إجراء الاختبارات مشكلةً رئيسيةً منعت السلطات من معرفة النطاق الحقيقي لانتشار الوباء الحالي. ساعدت استراتيجيات الاختبار الاستباقية والمكثفة التي أجرتها ألمانيا وكوريا الجنوبية على تخفيض معدل الوفيات المُقاس. بدأت ألمانيا بإنتاج وتخزين اختبارات كوفيد-19 منذ يناير 2020.

### الكواشف
حد العجز في توفر الكواشف من عدد الاختبارات في أواخر مارس وأوائل أبريل في كل من أيرلندا والمملكة المتحدة. بحلول مارس، كانت الكميات غير الكافية من الكواشف بمثابة عنق الزجاجة للاختبار الشامل في الاتحاد الأوروبي والمملكة المتحدة والولايات المتحدة. دفع ذلك بعض الباحثين إلى استكشاف بروتوكولات تحضير العينة التي تشمل عينات مسخنة عند 98 درجة مئوية (208 درجة فهرنهايت) لمدة 5 دقائق لتحرير جينومات الرنا لإجراء المزيد من الاختبارات.
أكدت حكومة المملكة المتحدة في 1 أبريل أنها اختبرت 2000 شخص من مجموع موظفي هيئة الخدمات الصحية الوطنية للكشف عن الفيروس التاجي منذ بدء تفشي المرض، لكن وزير مكتب مجلس الوزراء مايكل جوف صرّح بوجود نقص في المواد الكيميائية اللازمة للاختبار، ما يعني أنه ليس من الممكن فحص 1.2 مليون عامل في هيئة الخدمات الصحية الوطنية. تناقض تصريح جوف مع بيان جمعية الصناعات الكيميائية، الذي نص على أنه لم يكن هناك نقص في المواد الكيميائية المطلوبة للاختبارات، وأنه في اجتماع مع وزير الأعمال قبل أسبوع، لم تحاول الحكومة معرفة مشاكل الإمداد المرتقبة.

### المسحات
تفادت آيسلندا حدوث نقص في المسحات عندما عُثر على مخزون لسد الفجوة ريثما يصل المزيد من الصين. حدث نقص في الولايات المتحدة، على الرغم من زيادة إحدى الشركات المصنعة الإنتاج إلى مليون مسحة في اليوم. حدث نقص في المملكة المتحدة أيضًا، لكن المشكلة حُلَّت بحلول 2 أبريل.

## معدات الوقاية الشخصية

### عموميات
عانت الصين من عجز في الإمدادات المحلية من معدات الوقاية الشخصية على الرغم من إنتاجها للنسبة العظمى منها. سيطرت الحكومة الصينية على مخازن الشركات الأجنبية التي تنتج مصانعها هذه السلع، مثل ميديكون، التي أنتجت مصانعها الثلاثة هذه الإمدادات في الصين، إذ عمدت الحكومة الصينية شيوعية القيادة إلى مصادرة مخازنها. تبين أرقام الجمارك الصينية استيراد نحو 2.46 مليار قطعة من مواد الوقاية من الأوبئة ومكافحتها بين 24 يناير و29 فبراير، بما فيها 2.02 مليار قناع و25.38 مليون قطعة من الملابس الواقية بقيمة 8.2 مليار يوان (مليار دولار). تحدثت الصحافة عن لعب شركة تشاينا بولي غروب، إلى جانب شركات صينية أخرى وشركات مملوكة من قبل الدولة، دورًا كبيرًا في تمشيط الأسواق الخارجية لشراء الإمدادات والمعدات الطبية الأساسية للصين. حصلت شركة ريسلاند (كانتري غاردن سابقًا) على 82 طنًا من الإمدادات التي نُقلت جواً إلى ووهان، حالها حال شركة غرينلاند هولدينغس التي أمّنت كميات كبيرةً من المواد الاستهلاكية الطبية مثل الأقنعة الجراحية، وموازين الحرارة، والمناديل المضادة للبكتيريا، ومعقمات اليد، والقفازات الطبية، والباراسيتومول بهدف شحنها إلى الصين. أسهم شراء الشركات الصينية الجماعي للإمدادات بالجملة والتجزئة لمساعدة مواطنيها في نقص المنتجات داخل الدول الغربية حيث تعمل هذه الشركات. أعلن رئيس الوزراء الأسترالي سكوت موريسون فرض قيود على هذه الأنشطة في 24 مارس.
نظرًا إلى عدم كفاية العرض العالمي لمعدات الوقاية الشخصية، والإجراءات الصينية المذكورة أعلاه، أوصت منظمة الصحة العالمية في فبراير 2020 بتقليل الحاجة إلى معدات الوقاية الشخصية من خلال تقديم الرعاية الصحية عن بُعد؛ استخدام الحواجز المادية، مثل النوافذ الشفافة، والسماح فقط لمقدمي الرعاية المباشرة بدخول غرفة مع مريض كوفيد-19، واستخدام معدات الوقاية الشخصية اللازمة فقط للمهمة المحددة، والاستمرار باستخدام جهاز التنفس نفسه دون إزالته بالتزامن مع رعاية العديد من المرضى الذين يعانون من نفس التشخيص، ورصد وتنسيق سلسلة توريد معدات الوقاية الشخصية، وثني الأفراد غير العرضيين عن استخدام الأقنعة.

### قضايا الجودة تفاقم النقص
في أواخر مارس/أوائل أبريل عام 2020، اعتمدت الدول الغربية بدورها على الصين لتزويدها بالأقنعة والمعدات الأخرى، ووجّه السياسيون الأوروبيون مثل جوزيب بوريل، الممثل السامي للاتحاد الأوروبي للشؤون الخارجية والسياسية الأمنية، اتهامات للصين باستخدام قوة الإقناع للتأثير على الرأي العالمي العام. رُفضت أيضًا بعض الإمدادات المرسلة إلى إسبانيا وتركيا وهولندا لأنها معيبة. أعادت وزارة الصحة الهولندية 600,000 قناع جراحي إلى مورد صيني في 21 مارس بسبب خطأ فيها لا يسمح بارتدائها بالشكل الصحيح، بالإضافة إلى ترشيحها السيئ للهواء على الرغم من حصولها على شهادة الجودة، واكتشفت الحكومة الإسبانية نقصًا في دقة 60 ألف مجموعة اختبار من أصل 340 ألف مجموعة اختبار لكوفيد-19 كانت قد حصلت عليها مُصنّع صيني. قالت وزارة الخارجية الصينية في ردها: «يجب على العميل التحقق مرتين من التعليمات للتأكد من أنه طلب، ودفع ثمن، ووزع البضاعة المطلوبة، وألا يستخدم الأقنعة غير الجراحية للأغراض الجراحية».
كشفت الدراسات بحلول أبريل 2020 أن نسبة كبيرة من المصابين بفيروس كورونا كانوا لا عرضيين، ما سمح بانتشار الفيروس دون كشفه، لتوصي نتيجة لذلك مراكز السيطرة على الأمراض والوقاية منها «بارتداء أغطية الوجه القماشية في الأماكن العامة حيث يصعب الالتزام بتدابير التباعد الاجتماعي الأخرى».

### منتجات التعقيم
نفدت مخازن معقمات اليدين في العديد من المناطق، ما تسبب في تلاعب بالأسعار.

### المعدات الوقائية
بات النقص كبيرًا في الولايات المتحدة، ما دفع بعض الممرضات في إحدى مستشفيات مدينة نيويورك إلى ارتداء أكياس القمامة كبديل للملابس الواقية غير المتاحة. عمدت الشركات الصغيرة في جميع أنحاء الولايات المتحدة نتيجة النقص إلى اتباع عملية إعادة تصميم لإنتاج أجهزة وقائية مؤقتة تُصنع غالبًا عبر مبادرات التصميم مفتوحة المصدر التي يتبرع فيها المصنعون بالمعدات لصالح المستشفيات، وتتضمن الأمثلة على ذلك صندوق التنبيب للوقاية من كوفيد-19، الذي استخدمته المستشفيات في تايوان لأول مرة، وهو مكعب مصنوع من الأكريليك الشفاف يوضع على جذع المريض المصاب، ومزود بفتحات تسمح بتطبيق التنبيب الهوائي ونزع الأنبوب مع تقليل مخاطر إصابة العاملين في الرعاية الصحية بالقطيرات الملوثة.

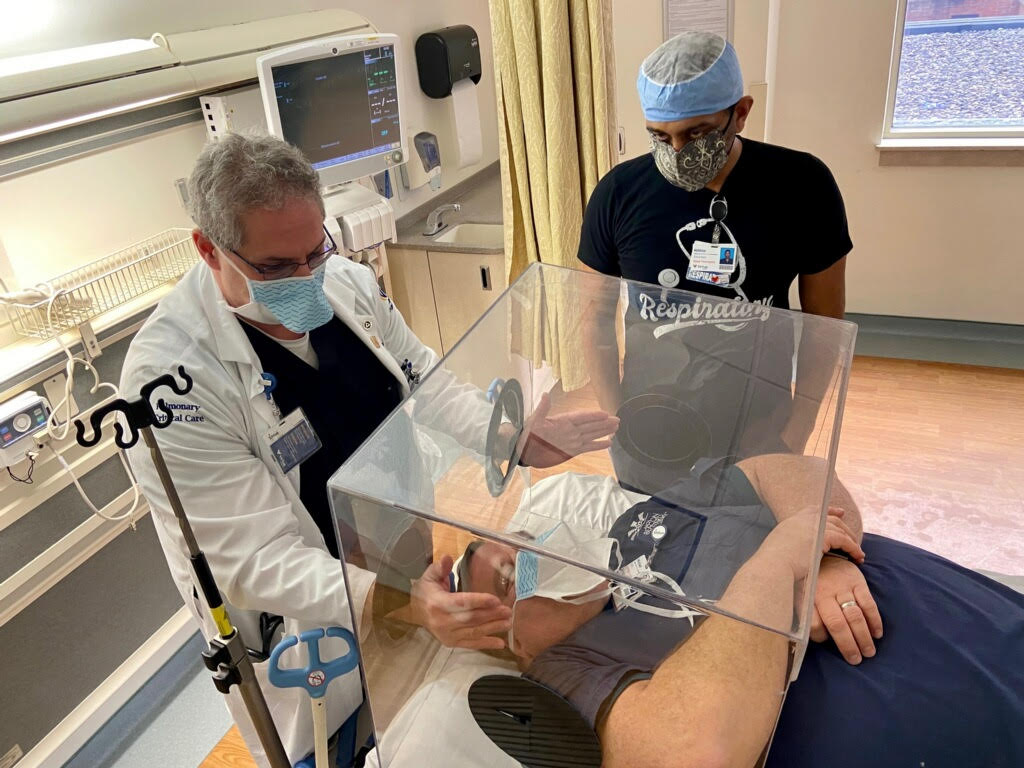
صندوق زجاجي لفحص المرضى في أثناء التنبيب.

### الأقنعة الجراحية

#### بداية الوباء في الصين
شهد سوق البر الرئيسي نقصًا في الأقنعة الجراحية بسبب زيادة الطلب العام مع تسارع انتشار الوباء. في شنغهاي مثلًا، كان على الزبائن الانتظار لمدة ساعة تقريبًا لشراء علبة من الأقنعة الجراحية؛ تم بيع كل المخزون في غضون نصف ساعة. أدى التكديس والتلاعب بالأسعار إلى ارتفاعها، ما دفع الهيئة التنظيمية للسوق إلى التعهد باتخاذ إجراءات صارمة ضد مثل هذه الأفعال. في يناير عام 2020، فُرضت ضوابط على أسعار جميع الأقنعة الجراحية على موقعي تاوباو وتيمول. خضعت منصات التجارة الإلكترونية الصينية الأخرى -JD.com،  Suning.com، Pinduoduo – للرقابة نفسها، إذ يُلزم بائعو الطرف الثالث بقيود الأسعار، ويتعرّض المخالفون للعقوبات.

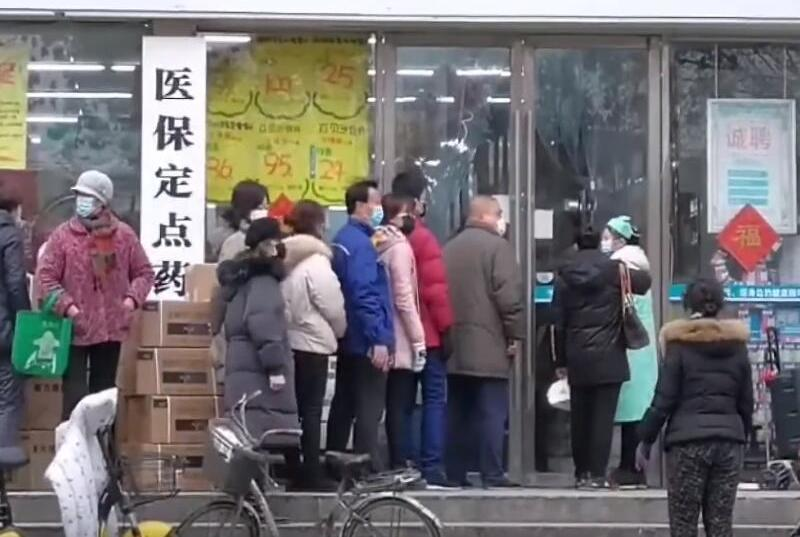
اصطفاف أشخاص في ووهان أمام أحد المتاجر لشراء اللوازم الطبية.

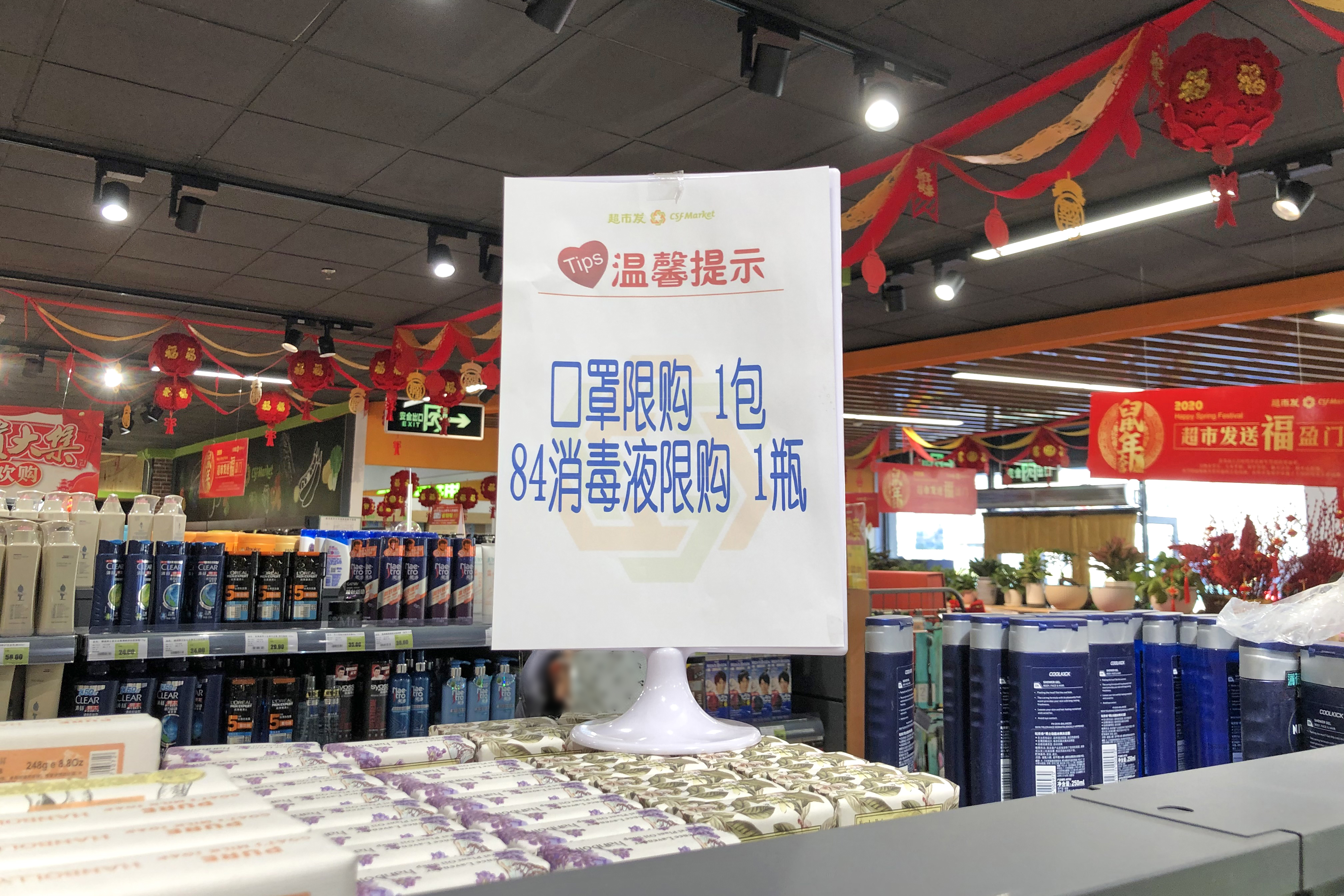
سوبرماركت في بكين، يفرض حدًا شرائيًا يوميًا للأقنعة الجراحية والسوائل المطهرة.

#### المخازن الوطنية والنقص
أُضيف 156 مليون قناع إلى المخزون الوطني الاستراتيجي الأمريكي تحسبًا لوباء الإنفلونزا في عام 2006، لكن لم تجدد إدارتا أوباما وترامب هذا المخزون بعد استهلاكه في جائحة إنفلونزا الخنازير عام 2009، ومن ثم بات المخزون الوطني الاستراتيجي للولايات المتحدة شبه فارغ بحلول 1 أبريل عام 2020.
في فرنسا، ارتفع الإنفاق المرتبط بجائحة إنفلونزا الخنازير عام 2009 إلى 382 مليون يورو، نتيجة شراء اللوازم الطبية واللقاحات بصورة أساسية، ما وجّه انتقادات عديدة لهذه السياسة الإنفاقية لاحقًا. قررت فرنسا في عام 2011 عدم استنفاد المخزون والاعتماد أكثر على المنتجات الصينية المعروضة والخدمات اللوجستية المبرمجة. شمل مخزونها في عام 2010 نحو مليار قناع جراحي و600 مليون قناع من نوع إف إف بّي 2، بينما تحوّل هذان الرقمان في أوائل عام 2020 إلى 150 مليونًا وصفر على التوالي. بالتزامن مع انخفاض المخزون تدريجيًا، انتشر ضمن الشركات الخاصة مبدأ عقلاني طرحه أحد المسؤولين الفرنسيين في عام 2013 نصّ على الهدف المتمثل في خفض تكاليف الشراء والتخزين، وتطرّق خاصة إلى أقنعة إف إف بّي 2 ذات التكلفة الأعلى للشراء والتخزين. تصاعد الغضب الوطني في فرنسا بعد ارتفاع الرسوم الضريبية على اللوازم الطبية نتيجة انتشار وباء كوفيد-19 في البلاد، ومن ثم نقص الأقنعة ومعدات الوقاية الشخصية. تحتاج فرنسا إلى 40 مليون قناع أسبوعيًا وفقًا للرئيس الفرنسي إيمانويل ماكرون. أمرت فرنسا مصانعها القليلة المتبقية المنتجة للأقنعة بالعمل على مدار 24 ساعة طوال أيام الأسبوع، وزيادة الإنتاج الوطني إلى 40 مليون قناع شهريًا. يُذكر أن المشرعين الفرنسيين فتحوا تحقيقا بشأن الإدارة السابقة لهذه المخزونات الاستراتيجية.

#### المنافسة على الإمدادات
تمثلت الاستجابة الأولية لدول عدة ضد تفشي المرض، مثل بريطانيا وفرنسا وألمانيا وكوريا الجنوبية وتايوان والصين والهند وغيرها، في تقييد أو حظر تصدير الإمدادات الطبية لحماية مواطنيها، بما في ذلك إلغاء طلبيات ضمنت دول أخرى الحصول عليها مسبقًا. منعت ألمانيا تصدير 240 ألف قناع متجه إلى سويسرا، وأوقفت أيضًا شحنات مماثلة إلى منطقة بوهيميا الوسطى. اضطرت شركة فالمي إس إيه إس الفرنسية إلى إيقاف إرسال طلبية من معدات الوقاية الشخصية إلى المملكة المتحدة، بعد أن أخبر ممثل الشركة في المملكة المتحدة شبكة سي إن إن أن مسؤولي الجمارك في الساحل الفرنسي أوقفوا الطلبية. أوقفت تركيا عملية إرسال شحنة من أجهزة التنفس الاصطناعي التي اشترتها حكومتان إسبانيتان إقليميتان من شركة تركية، مبررةً تصرفها بخطر حدوث نقص وطني في عدد الأجهزة. يُذكر أيضًا السماح لاحقًا بإرسال 116 قطعةً من بين الأجهزة المطلوبة.
بدأت الحكومات مع تفاقم انتشار الجائحة باستخدام أساليب العنف والتهديد متضمنةً الوسائل الخفية للحصول على الإمدادات الطبية اللازمة لمكافحة فيروس كورونا، إما من خلال دفع المزيد من الأموال لإعادة توجيه هذه المعدات إليها أو عبر الاستيلاء عليها. قال رئيس الوزراء السلوفاكي بيتر بيليجريني إن الحكومة جهزت 1.2 مليون يورو (1.3 مليون دولار) نقدًا لشراء أقنعة من مورد صيني بموجب عقد معه، ليذكر لاحقًا: «على أي حال، وصل تاجر من ألمانيا إلى هناك أولاً، ودفع المزيد مقابل الحصول على الشحنة، واشتراها». ذكر المشرّع الأوكراني أندري موتوفيلوفيتش «عثور قناصلنا عند ذهابهم إلى المصانع على نظرائهم من دول أخرى (روسيا، والولايات المتحدة الأمريكية، وفرنسا، وألمانيا، وإيطاليا، إلخ) يحاولون الحصول على طلبياتنا. دفعنا مقدمًا عن طريق التحويل الإلكتروني ووقعنا على عقود، لكنهم يملكون المزيد من المال نقدًا، وعلينا أن نقاتل من أجل كل شحنة». قالت السلطات في سان مارينو إنها نظمت عملية تحويل مصرفي إلى أحد الموردين في لوغانو، سويسرا، للحصول على نصف مليون قناع لتتقاسمها مع الجيران الإيطاليين. على أي حال، جاءت الشاحنة فارغة، لأن واحدًا أو أكثر من المشترين الأجانب المجهولين عرضوا المزيد من المال.
سرقت ألمانيا 830,000 قناع جراحي كانت قادمةً من الصين باتجاه إيطاليا. على الرغم من تمكن السلطات الإيطالية من إقناع ألمانيا بإعادتها، لم يعثر أحد في ألمانيا على الأقنعة المسروقة. استولى عملاء ألمان على 1.5 مليون قناع جراحي كان من المفترض تسليمها من إسبانيا إلى سلوفينيا. صادر الحراس الفرنسيون شاحنات محملةً بما يعادل 130 ألف قناع جراحي وصناديق مطهرات متجهةً إلى المملكة المتحدة فيما وصفته الحكومة البريطانية بأنه «عمل حقير». اختطفت شرطة الجمارك الإيطالية نحو 800,000 قناع مستورد وقفازات طبية وحيدة الاستعمال كانت على وشك الإرسال إلى سويسرا.
تحدثت صحيفة إيطالية في 22 مارس عن مصادرة الشرطة التشيكية 680 ألف قطعة من الأقنعة الجراحية وأجهزة التنفس الاصطناعي المتجهة من الصين إلى إيطاليا، إذ نفذوا عمليةً لمكافحة الاتجار استولوا فيها على معدات في مستودع شركة خاصة في مدينة لوفوسيتسه الشمالية. وفقًا للسلطات التشيكية، لم تمثل التبرعات الصينية سوى ما يزيد قليلًا عن 100,000 قناع. أرسلت الحكومة التشيكية 110,000 قطعةً إلى إيطاليا كتعويض، ويبقى من غير الواضح كيف انتهى الأمر بالأقنعة في لوفوسيتسه. قال وزير الخارجية التشيكي توماس بيترجيتشيك لوكالة فرانس برس: «لا تقع لوفوسيتسه على الطريق من الصين إلى إيطاليا».
زعمت فاليري بيكريس، المستشارة الإقليمية لإيل دو فرانس، تقديم بعض الأمريكيين، في بحثهم العدواني عن المخازن، عروض شراء لمخازن الأقنعة -بمنأى عن الأنظار- المُعدّة للتحميل والإرسال إلى وجهتها، ودفعهم 3 أضعاف السعر نقدًا للحصول عليها. وصفت بوليتيكو يوروب المطالب الفرنسية بأنها «غير مثبتة»، وذكرت السفارة الأمريكية في باريس أن «حكومة الولايات المتحدة لم تشترِ أي أقنعة مخصصة للتسليم من الصين إلى فرنسا، وأن التقارير المخالفة لذلك خاطئة تمامًا».
في 3 أبريل، اتهم السياسي في برلين أندرياس غايزل العملاء الأمريكيين بالاستيلاء على شحنة تضمنت 200,000 قناع جراحي من صناعة شركة ثري إم كانت متجهة إلى شرطة برلين من المطار في بانكوك. على أي حال، ثبت أن هذه الادعاءات كاذبة، إذ أعلنت شركة ثري إم أنها «لا تملك أي سجلات لطلبية أقنعة تنفسية من الصين إلى شرطة برلين»، وأكدت شرطة برلين لاحقًا عدم مصادرة السلطات الأمريكية للشحنة، ولكن جرى شراؤها بسعر أفضل غالبًا من قبل تاجر ألماني أو جهة صينية. أثار هذه الأحداث غضب المعارضة في برلين، إذ اتهم زعيم المجموعة البرلمانية لحزب الاتحاد الديمقراطي المسيحي بيركارد دريغر السيناتور غايزل «بتضليل مواطني برلين عمدًا» من أجل «التستر على عجزه عن الحصول على معدات الوقاية». قال مارسيل لوث، الخبير الداخلي في الحزب الديمقراطي الحر، إن «الأسماء الكبيرة في السياسة الدولية مثل السيناتور البرليني غايزل تلوم الآخرين وتوجه القرصنة الأمريكية نحو خدمة الكليشيهات المعادية لأمريكا». ذكرت بوليتيكو يوروب «تعرّض سكان برلين للخداع عبر ألاعيب ترامب وعدم السماح للحقائق بعرقلة كتابة قصة جيدة»، بينما صرحت صحيفة الغارديان أنه «لا يوجد دليل قوي على موافقة ترامب (أو أي مسؤول أمريكي آخر) على السرقة (الألمانية)».
في 3 أبريل، اتهم جاريد موسكوفيتز، رئيس قسم إدارة الطوارئ في فلوريدا، شركة ثري إم الأمريكية ببيع أقنعة ن95 مباشرةً إلى دول أجنبية مقابل الدفع نقدًا بدلاً من بيعها إلى الولايات المتحدة. ذكر موسكوفيتز موافقة شركة ثري إم على السماح للموزعين والوسطاء بالادعاء أنهم كانوا يبيعون الأقنعة لفلوريدا، ولكن لم يحصل فريقه خلال الأسابيع القليلة الماضية إلا على «مستودعات خالية تمامًا»، ثم أكد إبلاغه لاحقًا من قبل الموزعين الأمريكيين المعتمدين من ثري إم بأن سبب عدم حصوله على الأقنعة بموجب العقود التي أُبرمت مع فلوريدا هو إعطاء الشركة الأولوية للطلبات التي تأتي في وقت لاحق من دول أجنبية (بما في ذلك ألمانيا وروسيا وفرنسا) وبأسعار أعلى. نتيجة لذلك، سلط موسكوفيتش الضوء على المشكلة على تويتر، قائلًا إنه قرر «السخرية» من ثري إم. تحدثت مجلة فوربس عن «ابتياع المشترين الأجانب ما يقرب من 280 مليون قناع من المستودعات في جميع أنحاء الولايات المتحدة (في 30 مارس 2020)، ثم تخصيصها للإرسال خارج البلاد، وفقًا لما قاله للوسيط -وحدث ذلك في يوم واحد»، ما تسبب في نقص حاد في الأقنعة داخل الولايات المتحدة.
في 3 أبريل، أعلنت شركة مولنليك السويدية للرعاية الصحية مصادرة فرنسا ملايين الأقنعة الجراحية والقفازات الطبية التي استوردتها الشركة من الصين إلى إسبانيا وإيطاليا. أدان المدير العام للشركة، ريتشارد تومي، فرنسا بتهمة «مصادرة أقنعة وقفازات طبية ليست مخصصةً لها» ووصف هذا التصرف بأنه «مزعج جدًا وغير لائق». قدّرت مولنليك ما مجموعه «ستة ملايين قناع مُتعاقَد عليها قام الفرنسيون بسلبها، بما فيها مليون قناع لكل من فرنسا وإيطاليا وإسبانيا، مع تخصيص الباقي لبلجيكا وهولندا والبرتغال وسويسرا، ذات الوضع التجاري الخاص مع الاتحاد الأوروبي». صرّحت وزارة الخارجية السويدية لوكالة فرانس برس: «نتوقع من فرنسا أن توقف فوريًا طلب المعدات الطبية وتفعل ما بوسعها لضمان تأمين سلاسل التوريد ونقل البضائع. يُعتبر تفعيل السوق المشتركة أولوية قصوى، خاصة في الأزمات».
في 24 أبريل، اشتكت عمدة سان فرانسيسكو لندن بريد من إعادة توجيه طلبيات مدينتها من معدات الوقاية الشخصية إلى مدن وبلدان أخرى، وقالت: «واجهتنا مشكلات في طلبياتنا بعد تغيير وجهتها من قبل موردينا في الصين، إذ طلبنا مثلًا عددًا من سرابيل العزل، لكن جرى تحويلها إلى فرنسا في أثناء اتجاهها إلى سان فرانسيسكو. تعرضنا لمواقف عدة صادرت فيها الوكالة الفيدرالية لإدارة الطوارئ طلبياتنا التي مرّت عبر الجمارك، ليتم تحويلها إلى مواقع أخرى».

#### إعادة استخدام الأقنعة
| هل يمكن تعقيم الأقنعة الجراحية ليعاد استخدامها؟ |                                                 |                                                 |                       |                      |                                                        |
| التعقيم من الإشريكية القولونية.                 | وسائط ترشيح الألياف المصنوعة بتقنية نفخ الذوبان | وسائط ترشيح الألياف المصنوعة بتقنية نفخ الذوبان | القطن المشحون سكونيًا  | القطن المشحون سكونيًا | طريقة التعقيم                                          |
| التعقيم من الإشريكية القولونية.                 | انخفاض الضغط (باسكال)                           | الترشيح (٪)                                     | انخفاض الضغط (باسكال) | الترشيح (٪)          | طريقة التعقيم                                          |
| (لا وجود للإشريكية القولونية)                   | 5.33                                            | 78.01                                           | 8.33                  | 96.76                | الأقنعة قبل المعالجة.                                  |
| > 99٪                                           | 4.67                                            | 70.16                                           | 8.00                  | 96.60                | الهواء الساخن بدرجة حرارة 70 درجة مئوية لمدة 30 دقيقة. |
| > 99٪                                           | 6.00                                            | 77.72                                           | 7.00                  | 95.50                | مصباح الأشعة فوق البنفسجية لمدة 30 دقيقة.              |
| > 99٪                                           | 5.33                                            | 29.24                                           | 7.67                  | 56.33                | نقع في محلول كحولي بتركيز 5٪، تجفيف                    |
| > 99٪                                           | 7.00                                            | 57.33                                           | 9.00                  | 73.11                | باستخدام الكلور لمدة 5 دقائق.                          |
| > 99٪                                           | 7.00                                            | 77.65                                           | 8.00                  | 94.74                | بخار الماء المغلي لمدة عشر دقائق.                      |

قاد النقص في الأقنعة الطبية ذات الاستخدام الواحد والتقارير الميدانية التي تفيد بإعادة استخدام الأقنعة إلى السؤال عن العملية التي يمكن أن تعقم معدات الوقاية الشخصية هذه بشكل صحيح دون إنقاص قدرتها على التصفية.
يمكن تعقيم أقنعة إف إف بّي 2 بواسطة البخار عند 70 درجة حرارة مئوية، ما يسمح بإعادة استخدامها. لا يُشجع على استخدام الكحول لأنه يغير الشحنة السكونية للألياف الدقيقة في قناع ن95 التي تساعد على الترشيح. يُنصح بالابتعاد عن استخدام الكلور أيضًا لأن أبخرته قد تكون ضارة. يحذر المعنيون من إعادة الاستخدام من قبل غير الاختصاصيين، مشيرين إلى إمكانية انخفاض جودة الأقنعة إن لم يتم التعقيم بالشكل الصحيح ولو استُخدمت أفضل طرق التعقيم.
كشفت دراسة سنغافورية عدم تلوث القناع بعد استخدامه لمدة قصيرة في رعاية مرضى كوفيد-19، ما يفتح الباب أمام إعادة استخدام الأقنعة من قبل العديد من المرضى. يمكن أن يتحمل جزء من فيروس سارس-كوف-2 التعرض طويل المدى إلى 60 درجة حرارة مئوية.
صممت جهة مصنعة صناديق تعقيم يتم التحكم فيها بواسطة آردوينو، مع إمكانية التحكم بدرجة الحرارة، بهدف إعادة استخدام الأقنعة الجراحية وأقنعة ن95 بأمان.
يسمح التعقيم باستخدام الغاز بإعادة الاستخدام 10 مرات.

#### أقنعة دي آي واي (اصنعها بنفسك)
بعد النقص في أقنعة ن95، ابتكر المتطوعون قناعًا بديلًا يحمل اسم «نانوهاك» باستخدام طابعة ثلاثية الأبعاد. يسمح هذا القناع المطبوع باستخدام القناع الجراحي يدوي الصنع لترشيح الجسيمات الدقيقة.
نظرًا إلى ندرة الأقنعة والغموض حول كفاءتها، بدأ بعض الأفراد والمتطوعين في إنتاج أقنعة من القماش لأنفسهم أو للآخرين، وتجري مشاركة تصميمات مختلفة عبر الإنترنت لتسهيل الصنع.

### واقيات الوجه الطبية
ردًا على النقص في واقيات الوجه، بذل متطوعون من مجتمع المصنّعين ذوي قدرات الطباعة ثلاثية الأبعاد جهدًا لإنتاج واقيات الوجه للعاملين في المستشفيات. في 24 مارس، بينما كان الوباء آخذًا في الانتشار، أعلنت صاحبة حساب هيليوكس (بالإنجليزية: Heliox) الشهيرة على اليوتيوب ومستخدمة تقنية الطباعة ثلاثية الأبعاد استعدادها لإنتاج واقيات الوجه مجانًا، بناءً على تصميم صانع آخر. جرى التواصل معها فوريًا من قبل المستشفيات المحلية والمراكز الصحية والعاملين في المجال الطبي، طالبين التسليم السريع لواقيات الوجه. تسببت الشعبية الواضحة التي حققتها مبادرتها في دفع المصنعين الآخرين في المجال نفسه إلى المشاركة في الجهود المبذولة وتقديم مساعدتهم في مناطق أخرى لربط المرافق الصحية بالمصنعين القريبين. في 30 مارس، نشرت صحيفة نيويورك تايمز مقطع فيديو عن النقص المرتبط بكوفيد-19 وحلول دي آي واي للعاملين في الرعاية الصحية. أعلنت شركة أبل عن إنتاجها واقيًا للوجه في 5 أبريل.
واقيات الوجه الطبية المصنوعة باستخدام الطابعة ثلاثية الأبعاد استجابة للنقص الطبي الحاصل بسبب جائحة كوفيد-19. 

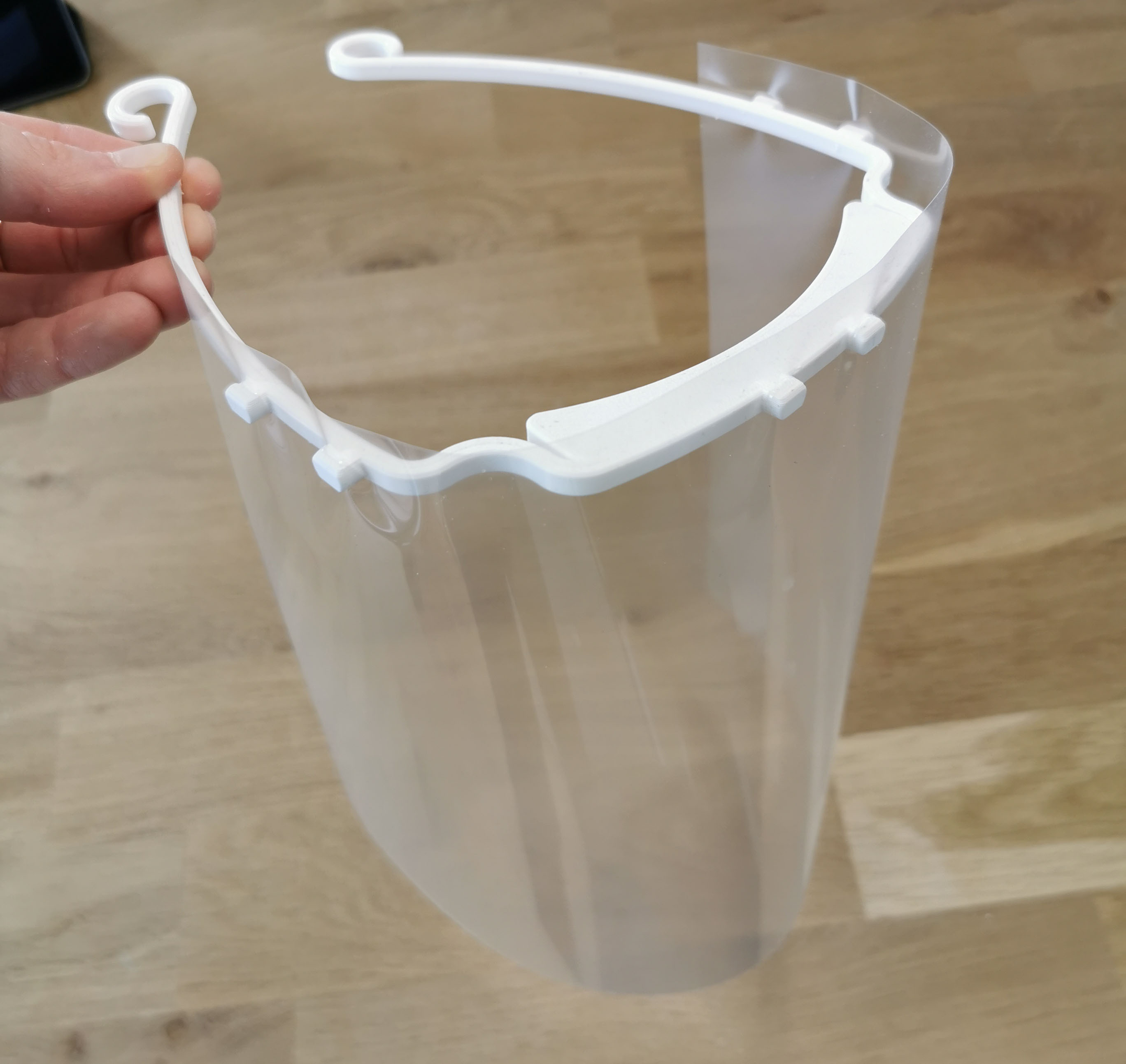
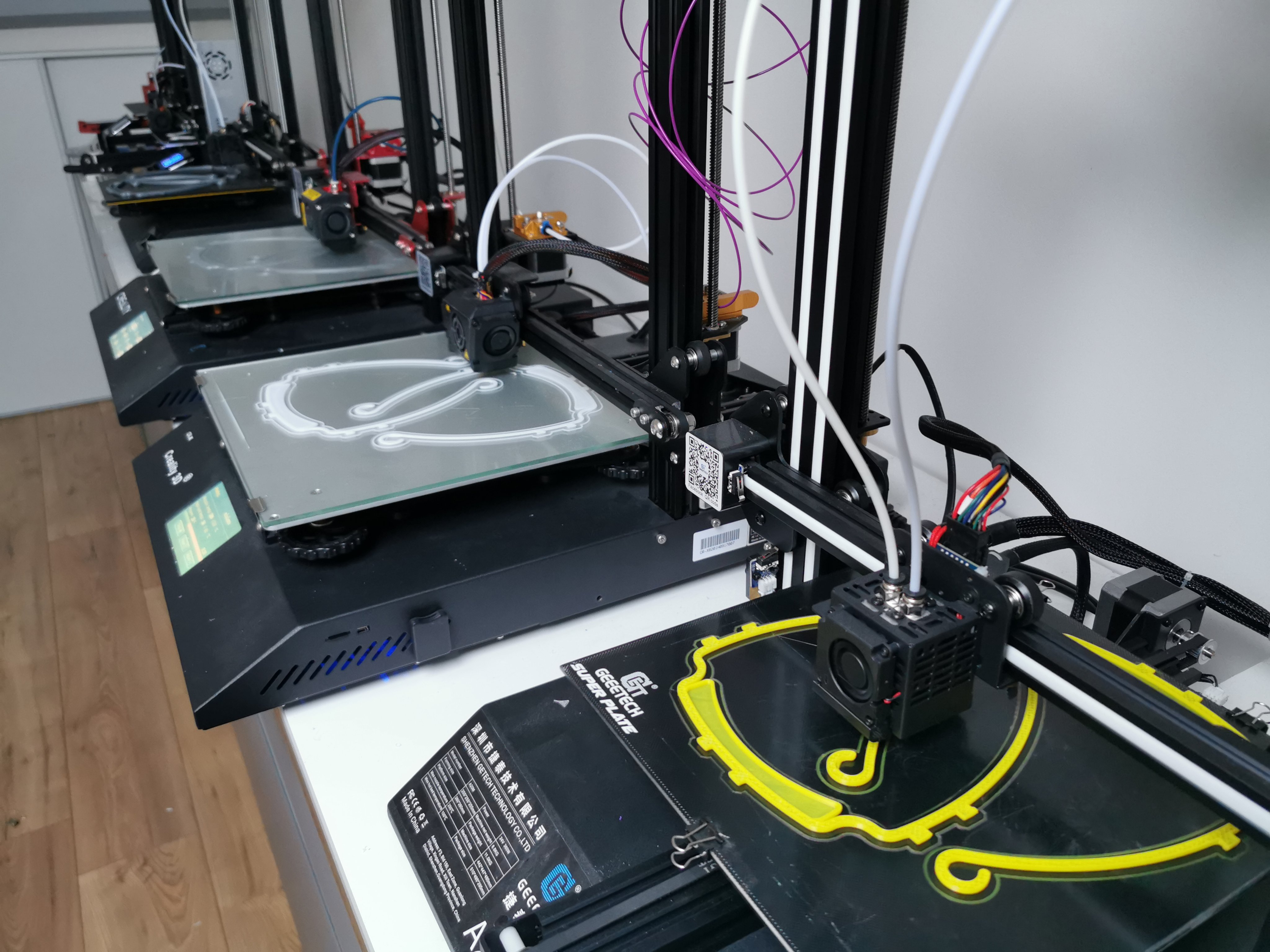
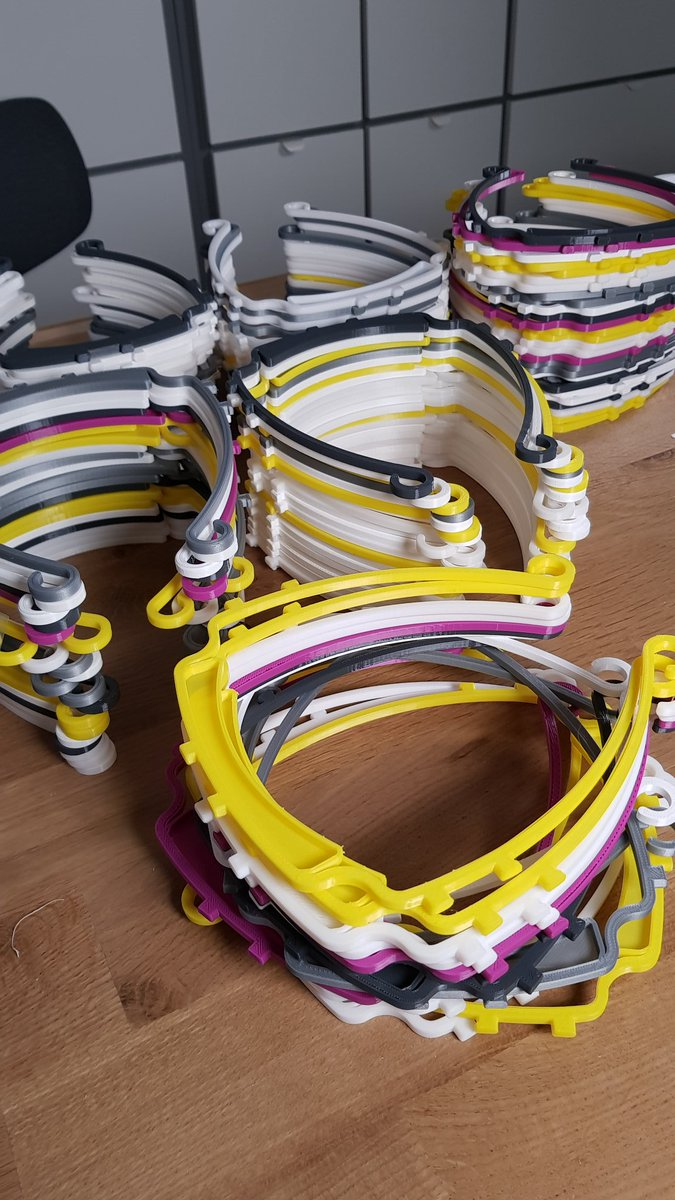
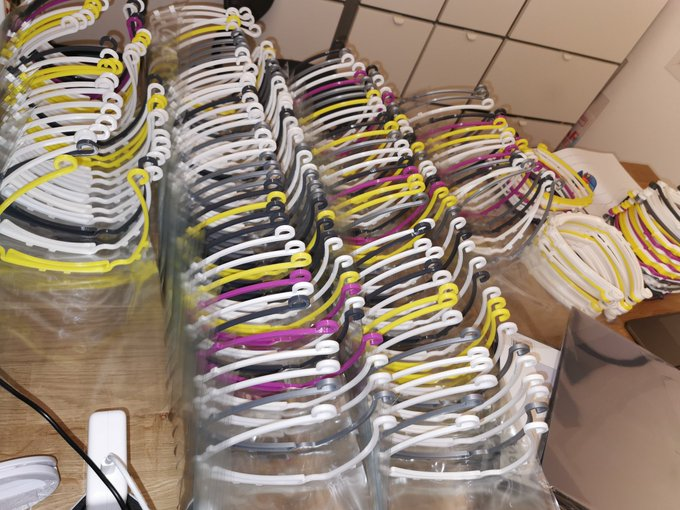

## أجهزة العناية الطبية
وُصِف توفر أسرة الرعاية الحرجة أو أسرة العناية المركزة، وآليات التهوية الميكانيكية وتقنيات الأكسجة الغشائية خارج الجسم المرتبطة بشكل عام بأسرة المستشفى على أنها عنق الزجاجة الحرج في الاستجابة لوباء كوفيد-19. يؤدي نقص هذه الأجهزة إلى زيادة كبيرة في معدل الوفيات التي يسببها كوفيد-19.

### قناع الأكسجين
جرى تكييف أقنعة الغطس الشائعة (المنشاق) لتصبح أقنعة تنفس اصطناعية جاهزة للاستخدام في حالات نقص الأكسجين عن طريق الاستعانة بتقنيات الطباعة ثلاثية الأبعاد مع إجراء تعديلات طفيفة على القناع الأصلي. وفقًا للقوانين الإيطالية المتعلقة بالعناية الطبية التي حدث فيها المشروع، يتطلب الاستخدام من قبل المريض إعلانًا موقّعًا بقبول استخدام جهاز طبي حيوي غير معتمد. يوفر المشروع ملفات ثلاثية الأبعاد مجانًا، بالإضافة إلى نموذجين من أجل تسجيل المستشفيات المحتاجة ومالكو الطابعات ثلاثية الأبعاد والراغبين في إنتاج المهيئات. في فرنسا، أوقفت شركة ديكاتلون المنتجة للملابس الرياضية وأقنعة الغطس مبيعات القناع من أجل إعادة توجيهها نحو الطاقم الطبي والمرضى وصانعي الأبعاد الثلاثية. هناك تعاون دولي يشتمل على ديكاتلون و (بي آي سي) وستانفورد والجهات الفاعلة الأخرى في طريقه لزيادة الإنتاج من أجل تلبية الاحتياجات الدولية.

### أسرة العناية المركزة
تواجه الدول الغنية والدول النامية على حد سواء -أو ستواجه- نقصًا في أسرة العناية المركزة، ولكن من المتوقع أن يكون الوضع أكثر حدة في البلدان النامية بسبب انخفاض مستويات التجهيزات.
في أوائل مارس، دعمت حكومة المملكة المتحدة إستراتيجية لتطوير مناعة القطيع الطبيعية، ما أثار انتقادات حادة من العاملين في المجال الطبي والباحثين. اقترحت تنبؤات مختلفة من فريق استجابة كوفيد-19 من كلية لندن الإمبراطورية نُشرت في 16 مارس، أن ذروة عدد الحالات في المملكة المتحدة تتطلب ما بين 100 و225 سرير عناية مشددة لكل 100,000 نسمة،  إذ جرى وضع استراتيجيات التخفيف المناسبة أو عدم وجود استراتيجيات للتخفيف في حيز التنفيذ، على التوالي. ستتجاوز هذه المتطلبات السعة الحالية للمملكة المتحدة التي تبلغ 6.6 - 14 سرير عناية مشددة لكل 100,000 نسمة. في أفضل سيناريو، ستتطلب ذروة عدد الحالات 7.5 أضعاف العدد الحالي لأسرة العناية المركزة المتوفرة. نحو 16 مارس، غيرت حكومة المملكة المتحدة مسارها نحو إستراتيجية أكثر تقليدية للتخفيف/القمع.
في فرنسا، نحو 15 مارس، كانت منطقة غراند إست أول من عبر عن ندرة أسرة العناية المشددة ما يحد من قدرتها على التعامل مع الأزمة. أفاد المستشفى العمومي المساعد الذي يدير معظم المستشفيات في منطقة العاصمة الفرنسية (نحو 10 ملايين نسمة)، عن الحاجة إلى 3000-4000 وحدة من وحدات العناية المركزة. يقال إن السعة الحالية تتراوح بين 1500 و350، اعتمادًا على المصدر.
في فرنسا، نظرًا للنقص في أسرة المستشفيات التابعة لوحدة العناية المركزة في مناطق غراند إيست وإيل دو فرانس، نُقل المرضى الحادين المستقرين الذين يعانون من (إيه آر إس) والأجهزة المساعدة على التنفس إلى المراكز الطبية الإقليمية الأخرى داخل فرنسا أو ألمانيا أو النمسا أو لوكسمبورغ أو سويسرا.

### التهوية الميكانيكية
جرى الاستعانة بالتهوية الميكانيكية «الجهاز الذي يجعل المريض يبقى على قيد الحياة عند فشل عملية التنفس لديه» لمرضى كوفيد-19، لأن كوفيد-19 مرض تنفسي يؤدي إلى جعل نحو 5% من الحالات المكتشفة معتمدين على الجهاز للتنفس. يُعد نقص أجهزة التهوية متوطن في العالم النامي. في حالة النقص، نُوقشت بعض استراتيجيات الفرز مسبقًا. تتمثل إحدى الاستراتيجيات في تصنيف المريض على أبعاد مثل: آفاق البقاء على المدى القصير؛ آفاق البقاء على المدى الطويل؛ مرحلة الاعتبارات المتعلقة بالحياة؛ الحمل والفرصة العادلة. تعد فترة 15 إلى 20 يومًا من التنبيب للتعافي عاملًا مهمًا في نقص أجهزة التنفس الاصطناعي.
من الطرق المهمة لتقليل الطلب على أجهزة التهوية استخدام أجهزة ضغط مجرى الهواء الإيجابي المستمر (سي بّي إيه بّي) كملاذ أول. لهذا السبب أصبحت أجهزة (سي بّي إيه بّي) نفسها عنصرًا نادرًا.

#### تقييمات المسؤولين
في العقد الأول من القرن الحادي والعشرين، قدرت مراكز مكافحة الأمراض والوقاية منها في الولايات المتحدة وجود نقص يصل إلى 40000-70000 جهاز تهوية في حالة جائحة الإنفلونزا. من هذا التقييم، نتج عن مشروع أورا، مبادرة بين القطاعين العام والخاص لتصميم جهاز تهوية ميكانيكي اقتصادي بتكلفة 3000 دولار، الأمر الذي يسهل الإنتاج بكميات كبيرة، والقدرة على توريد المخزون الوطني الاستراتيجي. مُنحت شركة نيوبورت للمعدات الطبية العقد والتصميم والنماذج الأولية (2011) لأجهزة التهوية الاقتصادية لمسؤولي مراكز مكافحة الأمراض والوقاية منها، وتوقعت الاستفادة لاحقًا من المنتج بالانتقال إلى السوق الخاصة إذ جرى بيع الأجهزة المنافسة مقابل 10000 دولار. في أبريل 2012، أكد مسؤولو الصحة والخدمات الإنسانية في الولايات المتحدة للكونجرس الأمريكي أن المشروع كان في الموعد المحدد لتقديم طلب للموافقة على السوق في أواخر 2013، وبعد ذلك سوف يدخل الجهاز في الإنتاج الضخم. في مايو 2012، استحوذت مجموعة كوفيديان الطبية التي تبلغ تكلفتها 12 مليار دولار أمريكي -وهي أكبر ممثل في سوق التهوية الميكانيكية- على نيوبورت مقابل 100 مليون دولار. سرعان ما طلبت كوفيديان إلغاء عقد مشروع أورا لأنه لم يكن مربحًا بما فيه الكفاية.
يشتبه المسؤولون التنفيذيون السابقون في نيوبورت والمسؤولون الحكوميون والمديرون التنفيذيون في شركات التهوية المنافسة في أن كوفيديان استحوذت على نيوبورت من أجل منع تصميم التهوية الاقتصادي الذي تبلغ قيمته 3000 دولار من التأثير على عملية تجارة أجهزة التهوية المربحة. اندمجت كوفيديان في عام 2015 في شركة ميدترونيك. بحث المسؤولون عن مشروع أورا عن شريك جديد ثم وقعوا عقدًا جديدًا مع فيليبس للرعاية الصحية. في يوليو 2019، وقعت إدارة الغذاء والدواء (إف دي إيه) على 10000 وحدة من أجهزة التهوية المحمولة تريولوجي إيفو، لتُسلم إلى (إس إن إس) بحلول منتصف 2020.
في 25 مارس 2020، قدم أندرو كومو مؤتمرًا صحفيًا مفصلًا عن كوفيد-19 واستمر لساعة كاملة، وأكد فيه على توقع نقص حاد في أجهزة التهوية، وأهميتها في الحفاظ على الحياة في حالات كوفيد-19 الشديدة. وقال كومو إن ولاية نيويورك ستحتاج في نهاية المطاف إلى نحو 30.000 جهاز تهوية من أجل التعامل مع التدفق، في حين امتلاكها 4000 جهاز فقط حتى 25 مارس. في السابع والعشرين، عبر الرئيس ترامب عن شكه في الحاجة قائلًا:«لا أعتقد أنك بحاجة إلى 40.000 أو30.000 جهاز تهوية» وقاوم الدعوات لإجبار الشركات على إنتاجها. في وقت لاحق يوم 27، وافق الرئيس على مساعدة الولايات في شراء أجهزة التنفس الصناعي -باستخدام قانون الإنتاج الدفاعي- على الرغم من استمرار المخاوف من أن المشتريات لن تحصل في الوقت المناسب لمنع النقص الحاد.

#### الموردون الصناعيون
في أوروبا، أشارت شركة لوڤنشتاين الطبية التي تنتج 1500 جهاز تهوية مخصص للعناية المركزة و20000 جهاز تهوية مخصص للمنزل سنويًا لفرنسا وحدها، إلى ارتفاع الطلب الحالي ونقص الإنتاج. مقرها في أوروبا، وجميع مكوناتها أوروبية ولا تعتمد على سلسلة التوريد الصينية. أما بالنسبة لزيادة الإنتاج، فقد اقترح زيادة إنتاج أجهزة التهوية المخصصة للمنازل، بشكل أكثر أساسية ويمكن تجميعها في غضون نصف ساعة، ولكنها قادرة على دعم المرضى من خلال متلازمة الضيق التنفسي الحاد. الاختناق الحالي هو في الأساس مسألة الموارد البشرية المؤهلة. في العمل كالمعتاد، تُجدد أجهزة التهوية على مستوى وحدة العناية المركزة كل 10 إلى 15 عامًا. بسبب جائحة افيروس كورونا المستجد، بدأت ألمانيا ودول أوروبية أخرى في السيطرة على إمدادات الشركة.
في الصين، يتسابق المصنعون المحليون لتلبية الطلب.
مواصفات تصميم أجهزة التهوية التي قدمتها شركة ميدترونيك متاحة للجميع ولكن أمور الترخيص ما زالت غير محددة.

#### المراوح البدائية
يعمل مالكو الطابعات ثلاثية الأبعاد على صنع أجهزة تهوية بديلة أو تكيفات مختلفة منخفضة التكلفة.
حول طبيب التخدير الدكتور آلان غوتييه من أونتاريو، كندا، جهاز تهوية لمريض واحد إلى جهاز يكفي تسعة مرضى بفضل فيديو منشور على يوتيوب عام 2006 من قبل طبيبين من ديترويت. تستخدم الطريقة أنابيب على شكل حرف (T) من أجل تقسيم تدفق الهواء ومضاعفة عدد المرضى الذين يتلقون دعمًا تنفسيًا.
في أيرلندا، بدأ المتطوعون مشروع التهوية مفتوحة المصدر بالتعاون مع الطاقم الطبي. في إيطاليا، أُبلغت الصحفية المحلية ومديرة المجلة نونسيا فاليني من صحيفة بريشيا اليوم (بريشيا ديلي) أن مستشفى تشياني القريب ينفد من الصمامات التي تمزج الأكسجين مع الهواء وبالتالي فهي جزء مهم من أجهزة الإنعاش. كان مورد الصمامات نفسه غير متوفر ما أدى إلى وفاة المرضى. اتصل فاليني بماسيمو تيموريلي مؤسس «فاب لاب»، الذي دعا الخبيرة في تصنيع الطابعات ثلاثية الأبعاد ومصممة البحث والتطوير في لوناتي إس بّي إيه ميشيل فايني للانضمام إلى جهود الطباعة ثلاثية الأبعاد. عندما لم يرغب المورد في مشاركة تفاصيل التصميم، قاموا باستخدام تصميم الهندسة العكسية للصمامات وأنتجوا سلسلة محدودة غير ربحية للمستشفيات المحلية. من أجل تلبية المتطلبات الطبية الحيوية التي يمكن أن تتحمل المتطلبات الطبية الحيوية، استخدمت لوناتي إس بّي إيه طابعات إس إل إس ثلاثية الأبعاد من أجل طباعة نحو 100 صمام نايلون بّي إيه12. ما يزال فاليني وتيموريلي يقران بقيود إنتاجهما: عدم قدرة الطباعة ثلاثية الأبعاد على الوصول إلى الجودة والسياق المعقم للصمامات الأصلية وعملية التصنيع. على عكس الشائعات عبر الإنترنت، لا تكلف الصمامات 10000 دولار أمريكي لكل منها ولم تهدد الشركة المصنعة الأصلية بمقاضاة فريق الطابعات ثلاثية الأبعاد.
قام قراصنة مشروع فينتيلاتور بالعصف الذهني من أجل اقتراح إعادة استخدام الـ (سي بّي إيه بّي) أو أجهزة ضغط مجرى الهواء الإيجابي المستمر (أقنعة توقف التنفس أثناء النوم) كمراوح، وتقطيع مراوح من أجل تقسيم تدفق الهواء وعلاج العديد من المرضى، واستخدام الطائرات الأرضية كمرافق علاج للاستفادة من أقنعة الأكسجين الموجودة تحت كل مقعد. يعرف المهندسون المطلعون على تصميم وإنتاج الأجهزة، والمهنيون الطبيون المصنعون للأجهزة التنفسية الموجودة والمحامين القادرين على فحص لوائح إدارة الغذاء والدواء (إف دي إيه) إذا دعت الحاجة إلى المشاركين الرئيسيين من بين 350 متطوعًا مشاركًا. الطريق الرئيس للاستكشاف هو التخلص من معظم الميزات المتقدمة للتهوية الميكانيكية الحديثة، والتي تشتمل على طبقات من الأجهزة الإلكترونيات وأنظمة مراقبة المرضى، من أجل التركيز فقط على مساعدة التنفس عن طريق تدفق الهواء المضغوط. تبحث المجموعة -على سبيل المثال- عن (منفسة الطوارئ للجيش) قديمة من مختبرات هاري دايمون للدراسة. في حين أنهم يأملون في أن يكونوا قادرين على تقديم تصميم قابل للتطبيق وقابل للإنتاج بالجملة، هناك العديد من الأسئلة التي ما زالت قائمة في هذه المستويات اللاحقة: خط الإنتاج الضخم، وموافقة إدارة الغذاء والدواء، وتدريب الأفراد، وتوافر الأفراد، وفي النهاية الاحتياجات الفعلية في ساحات القتال القادمة.
صمم فريق MIT جهاز تهوية للطوارئ.

### الأكسجة الغشائية خارج الجسم
أجهزة الأكسجة الغشائية خارج الجسم هي أجهزة قادرة على استبدال كل من الرئتين وقلب المريض. اعتبارًا من 6 فبراير 2020، جرى تشجيع المجتمع الطبي على وضع معايير لفرز المرضى على هذه الأجهزة.

## المرافق الطبية

### المشافي
مع تفاقم الوضع في ووهان ولمساعدة مستشفى ووهان المركزي المُرهق والمركز الطبي الإقليمي لجبل دابي، بَنَت الصين في غضون أيام قليلة مستشفيين ميدانيين متخصصين لحالات الطوار : مستشفى هوو شين شان ومستشفى لي شين شان. أُزيل المستشفيين تدريجيًا في مارس 2020 بعد تراجع حدة الوباء.
في 23 مارس، نوّه الفريق تود تي. سيمونايت، رئيس فيلق القوات البرية الأمريكي الهندسي، إلى بذل جهود متواصلة لاستئجار المرافق القائمة كالفنادق، والسكن الجامعي، والقاعات الأكبر لتحويلها إلى مرافق طبية مؤقتة.
في 16 مارس، أعلن الرئيس الفرنسي إيمانويل ماكرون أن مستشفىً عسكريًا سيتم إنشاؤه في منطقة غراند إيست، ليوفر ما يصل حتى 30 سريرًا من أسرة وحدة العناية المركزة. وكان المستشفى يخضع للاختبار بعد 7 أيام.
بحلول 8 مارس، جهّزت لومبارديا 482 سريرًا جديدًا من أسرّة العناية المركزة. أفاد مدير وحدة العناية المركزة في مدينة لودي الإيطالية بأن كل متر مربع، وكل ممر في المستشفى، قد استُخدم لمرضى الحالات الشديدة من كوفيد-19. في مونزا، افتُتحت 3 أجنحة جديدة في 17 مارس، إذ يحتوي كل جناح منها 50 سريرًا. في بيرغامو، وُظِّفت مرافق قسم الأمراض الهضمية، والطب الباطني، وقسم العصبية لمرضى الوباء.
في المملكة المتحدة، حُجز تقريبًا كامل مخزون القطاع الصحي الخاص من الأسرّة، لتوفير 8000 سرير إضافي. أُنشئت ثلاثة مستشفيات نايتنغال من قبل دائرة الصحة الوطنية في إنجلترا بالتعاون مع الجيش، لتوفير 10–11000 سرير رعاية حرجة إضافي، وأُنشئ أيضًا مستشفى آخر بسعة 1000 سرير في اسكتلندا، ومستشفى بسعة 3000 سرير في ملعب ميلينيوم في كارديف. جرى إنشاء أجنحة مؤقتة في مواقف سيارات المستشفيات، وأُعيد تنظيم الأجنحة الموجودة لتتسع لـ 33 ألف سرير في إنجلترا و3000 سرير في اسكتلندا لمرضى كوفيد-19. تم تحويل حظيرة طائرات في مطار برمينغهام الدولي إلى مستودع للجثث بسعة 12,000 شخص.

### مستودعات الجثث
أدى العجز الحاصل في مشرحة نيويورك إلى اقتراح الدفن المؤقت في المتنزهات.

## العاملين في مجال الصحة
ثمّة العديد من العوامل التي تؤدي إلى حدوث نقص العاملين في مجال الرعاية الصحية. أولًا، الطلب المفرط بسبب الوباء. ثانيًا، الطبيعة المتخصصة للعناية بمرضى الحالات الحرجة والوقت المستغرق للتدريب على طرق عمل جديدة تمنع العدوى التبادلية، وفي بعض الحالات يكون هناك استخدام أنواع جديدة من معدات الحماية الشخصية (بّي بّي إي). والعامل الثالث هو خسارة العاملين بسبب الوباء، ويعود ذلك في الغالب بسبب عزلهم الذاتي عند ظهور الأعراض عليهم (التي قد تكون غير مرتبطة بالوباء) أو لأن أحد أفراد أسرتهم يبدي أعراضًا، ولكن أيضًا بسبب آثار المرض على المدى الطويل، أو حتى الوفاة. تنطبق هذه الحالة الأخيرة على النظام الصحي وتجعل من الصعب الاستفادة من الأخصائيين الصحيين من غير العاملين في مجال كوفيد-19.
تشمل الإجراءات المتّبعة للتخفيف من حدة الموقف تجنيد الأطباء العسكريين والرياضيين والأطباء في سنة التدريب الأخيرة والعاملين في القطاع الخاص، وإعادة تعيين العاملين المتقاعدين والعاملين الذين انتقلوا من القطاع الطبي. تم تعيين عاملين من قطاعات أخرى لتأدية المهام غير الطبية.

### الحمل الزائد من المرضى
طالب عمدة مدينة نيويورك، بيل دي بلازيو، الحكومة الفيدرالية الأمريكية بتعيين عاملين طبيين إضافيين للمساعدة في تلبية الطلب في مواجهة احتمالية تدفق المرضى إلى مدينته دون أن يكون في الإمكان السيطرة على هذا التدفق. واقترح تجنيد مجموعة تضم الأطباء والممرضين المتقاعدين وجراحين من القطاع الخاص وآخرين ممن لا يحتاجون فعليًا للعناية بمرضى كوفيد-19، واقترح تعيينهم وإعادة تعيينهم حسب الحاجة في أجزاء مختلفة من البلاد بناءً على أيّ من المدن والولايات يُتوقع أن تكون الأكثر تضررًا في أي لحظة من الزمن. 

### العزل والصدمات النفسية
بالنسبة للصين، يمارس العاملون الطبيون العزل الذاتي عن أُسرهم تحت ضغط عاطفي شديد.
ومن المتوقع أن يعاني الأخصائيون الطبيون من صدمة نفسية.
وضعت الجمعية الطبية الأمريكية دليلًا لمنظمات الرعاية الصحية لتقليل الصدمات النفسية وزيادة أرجحية وجود العاملين الطبيين.

### المرض والوفاة
في إيطاليا، مات ما لا يقل عن 50 طبيبًا جرّاء مرض كوفيد-19.
في لومبارديا، إيطاليا، مع تفشي المرض في منتصف مارس 2020، أبلغ فريق طبي عن ارتفاع نسبة الإصابة في صفوف العاملين. وفي لودي، استُدعي أطباء من دوائر أخرى للمشاركة بدعم مرضى كوفيد-19. في كريمونا، بلغ عدد قبولات المرضى ثلاثة أضعاف الحالة المعتادة، بينما كانت الدوائر تعمل مع 50% من عامليها فقط. في 12 مارس، 8% من حالات إيطاليا البالغ عددها 13,382 كانت من العاملين في مجال الصحة. أُفيد أيضًا أن 5 -10% من الوفيات كانت من الطاقم الطبي. في 17 مارس، استنفذ أحد أكبر المستشفيات في منطقة بيرغامو ما لديه من أسرّة وحدة العناية المركزة، ونُقل المرضى إلى مناطق أخرى بالطائرات المروحية.
نحو 14% من الحالات في إسبانيا من الطاقم الطبي.

## منتجات صيدلانية

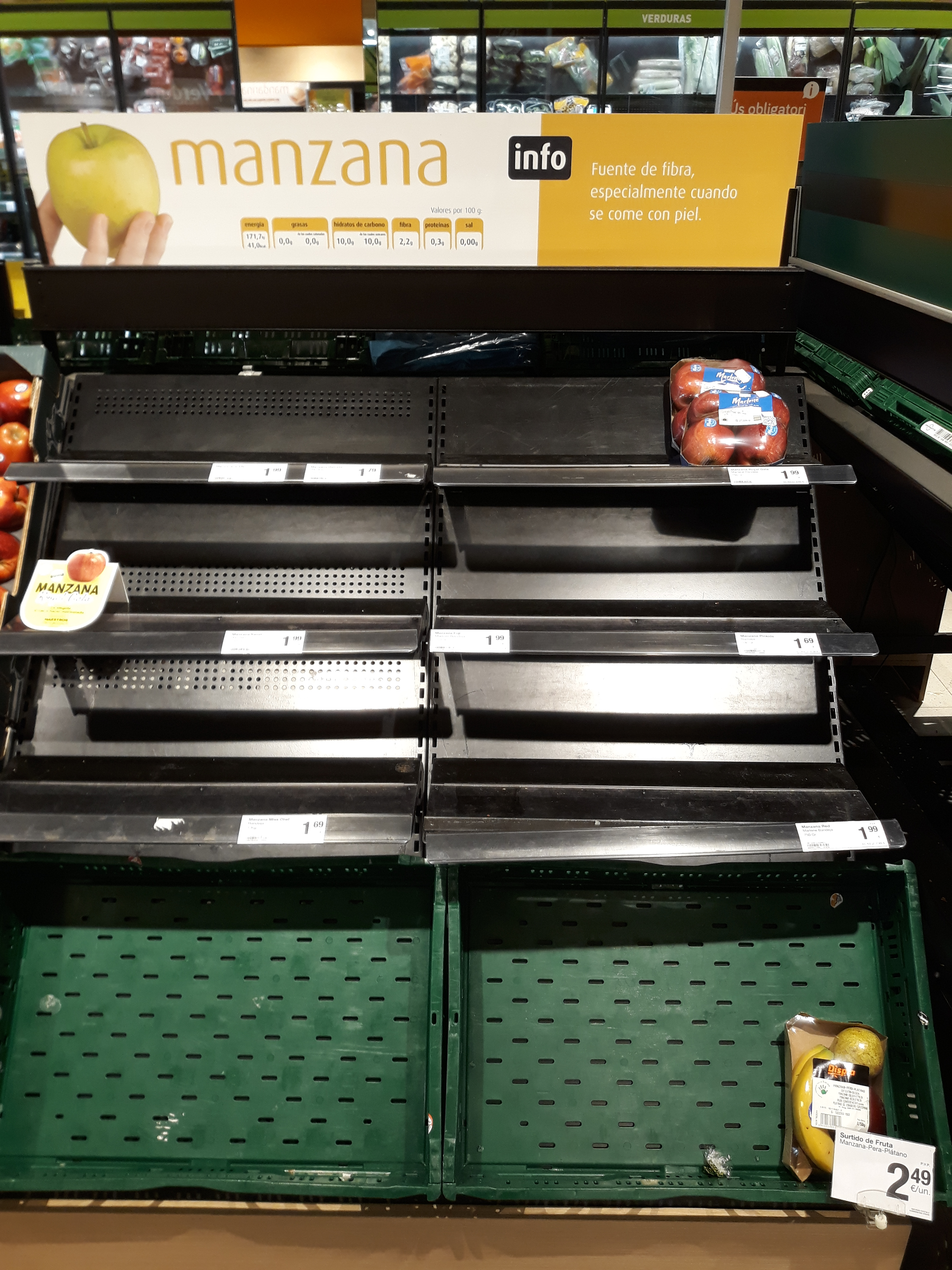
رفوف شبه فارغة في سوبر ماركت كونسوم، مع منتجات وفيرة معروضة في الخلفية. 14 مارس 2020.

●     أجهزة الإنشاق العلاجية.

## السلع الاستهلاكية
شهدت بعض السلع اليومية عجزًا هامًا كنتيجة لكل من اضطرابات سلاسل التوريد والارتفاع الحاد في الطلب. أدت موجة مفاجئة من هلع الشراء إلى إفراغ رفوف محلات البقالة. من المنتجات المتأثرة، ورق المرحاض، ومعقِّم الأيدي، ومعدات التنظيف، والأغذية المعلبة.
أُبلغ عن وجود عجز محلي في مختلف السلع الاستهلاكية إما بسبب اضطراب سلسلة التوريد أو الطلب غير الاعتيادي، بما في ذلك الثلاجات، والعملات الورقية من فئة 100 دولار (في بنك واحد في مدينة نيويورك)، وأحجيات القطع المقطوعة، والكيتل بيل (الكرة الحديدية)، والدم، وخميرة الخبز، والكلاب والقطط المعروضة للتبني في مدينة نيويورك، وأجهزة بلاي ستيشن 4، وأجهزة نينتندو سويتش ونينتندو سويتش لايت،  وأجهزة الكمبيوتر المحمول والكمبيوتر اللوحي، وسبائك الذهب الصغيرة والعملات المعدنية الذهبية.

### الواقيات الذكرية
في أواخر مارس وأوائل أبريل، برزت مخاوف بشأن نقص في الواقيات الذكرية على الصعيد العالمي بعد أن اضطرت بعض المصانع التي تصنع الواقيات الذكرية إلى وقف عملياتها أو تخفيضها امتثالًا لأوامر التزام المنازل التي فرضتها الحكومة، بما في ذلك شركة كاريكس المصنّعة والتي تتخذ من ماليزيا مقرًا لها، وهي أكبر منتج للواقيات الذكرية في العالم. تفاقم هذا الأمر مع التأخير في تسليم الطلبات بسبب القيود الأكبر المفروضة على الواردات والشحن، مثل الحجر الصحي في مصر لمدة 18 يومًا على شحنات الواقي الذكري. أثارت احتمالية النقص في الواقيات القلق بصورة خاصة لدى المجموعات التي تركز على منع الحمل والوقاية من فيروس نقص المناعة البشرية في أفريقيا.

### ورق المرحاض ومنتجات ورقية أخرى
أدت الجائحة إلى نقص في ورق المراحيض في بلدان مختلفة، بما في ذلك أستراليا وسنغافورة وهونغ كونغ وكندا والمملكة المتحدة والولايات المتحدة. في مارس 2020، أبلغ المتسوقون في العديد من المتاجر في جميع أنحاء هذه البلدان عن وجود رفوف فارغة في قسم ورق المرحاض، وكذلك أقسام للمنتجات ذات الصلة مثل المناشف الورقية والمناديل الورقة والحفاضات. في البداية، عُزي الكثير من هذا الأمر لهلع الشراء. وبدأ المستهلكون يخشون اضطراب سلسلة التوريد واحتمال إجبارهم على تمديد الحجر الصحي الذي سيمنعهم من شراء ورق المرحاض والمنتجات ذات الصلة، على الرغم من طمأنتهم من قِبل قطاع الصناعة والحكومة بأن أياً منهما ليس من المرجح أن يحدث. ونتيجة لذلك، بدأ بعض المستهلكين بتكديس ورق المرحاض، ما أدى إلى تقارير عن إفراغ رفوف المحال التجارية، والذي أدى بدوره إلى مخاوف إضافية من نقص ورق المرحاض ما دفع الآخرين إلى تكديس ورق المرحاض أيضًا.
لكن بحلول أوائل أبريل 2020، حُدِّدت عوامل إضافية غير هلع الشراء كأسباب لنقص ورق المرحاض. على وجه الخصوص، أصبح الناس يقضون وقتًا أقل بكثير في المدارس وأماكن العمل، وغيرها من الأماكن العامة والمزيد من الوقت في المنزل كنتيجة لأوامر التزام المنازل وبالتالي انخفض تواتر استخدام المراحيض العامة وارتفع تواتر استخدام المراحيض المنزلية. وقد تسبب هذا في حدوث إجهاد على سلاسل التوريد، لأن المراحيض العامة والمراحيض المنزلية تستخدم عادةً درجتين مختلفتين من ورق المراحيض: ورق مرحاض تجاري وورق مرحاض استهلاكي. تنبأت شركة جورجيا-باسيفيك بارتفاع بنسبة 40% في استخدام ورق المرحاض الاستهلاكي كنتيجة لالتزام الناس المنازل. بسبب الاختلافات في حجم اللفة، والتعبئة والتغليف، وشبكات التوريد والتوزيع بين نوعي ورق المرحاض، من المتوقع أن تواجه شركات التصنيع صعوبة في تحويل الإنتاج لتلبية التحول في الطلب من الاستخدام التجاري إلى الاستخدام المنزلي، ما سيؤدي إلى استمرار النقص حتى بعد تراجع حدة هلع الشراء.

## أخرى
في فرنسا، وبسبب الحدود المغلقة واستحالة وصول العمال الموسميين الأجانب، دعا وزير الزراعة الحكومي المتطوعين العاطلين عن العمل إلى التواصل مع مزارع الفراولة والمساعدة في جمع المحاصيل مقابل الحد الأدنى للأجور المعتادة.
يتم اسْتِنْقاء فئران المختبر، وبعض السلالات معرضة لخطر العجز بسبب الإغلاق التام.
في الولايات المتحدة، أدى التباعد الاجتماعي إلى نقص تبرعات الدم.